# Suchitlán, Guanajuato
Suchitlán är en ort i Mexiko.   Den ligger i kommunen Villagrán och delstaten Guanajuato, i den centrala delen av landet, 230 km nordväst om huvudstaden Mexico City. Suchitlán ligger 1 730 meter över havet och antalet invånare är 1 676.
Terrängen runt Suchitlán är en högslätt. Runt Suchitlán är det ganska tätbefolkat, med 222 invånare per kvadratkilometer. Närmaste större samhälle är Salamanca, 18,0 km väster om Suchitlán. Trakten runt Suchitlán består till största delen av jordbruksmark.